# Enrique Gil
Enrique Gil (Cebu, 30 de março de 1992) é um ator, modelo e dançarino filipino.

## Filmografia

### Televisão
| Ano  | Título                 | Papel                            | Notas                                     | Rede        |
| ---- | ---------------------- | -------------------------------- | ----------------------------------------- | ----------- |
| 2008 | I Love Betty La Fea    | Ele mesmo e modelo               | Cameo                                     | ABS-CBN     |
| 2008 | Pieta                  | Harold                           | Convidado                                 | ABS-CBN     |
| 2009 | George and Cecil       | Carlo Barredo                    | Estendida                                 | ABS-CBN     |
| 2010 | Shoutout!              | Ele mesmo                        | Apresentador                              | ABS-CBN     |
| 2010 | Rosalka                | Andrew                           | Estendida                                 | ABS-CBN     |
| 2010 | Maynila                | Mark                             | Episódio: Dangerous Charade               | GMA Network |
| 2010 | ASAP                   | Ele mesmo                        | Apresentador e intérprete (2010–presente) | ABS-CBN     |
| 2011 | Mara Clara             | Debut escolta de Mara            | Sem créditos                              | ABS-CBN     |
| 2011 | 100 Days to Heaven     | Bobby Ramirez (adolescente)      | Participação especial                     | ABS-CBN     |
| 2011 | Good Vibes             | Troy Cabrera                     | Papel principal                           | ABS-CBN     |
| 2011 | Mula Sa Puso           | Michael Miranda                  | Papel principal                           | ABS-CBN     |
| 2011 | Your Song              | Jim                              | Your Song Presents: Kim                   | ABS-CBN     |
| 2011 | Shoutout!: Level Up    | Ele mesmo                        | Intérprete                                | ABS-CBN     |
| 2011 | Budoy                  | Benjamin "BJ" Maniego            | Papel principal (2011-2012)               | ABS-CBN     |
| 2012 | Maynila                | Tim                              | Episódio: Star Collision                  | GMA Network |
| 2012 | Sarah G. Live          | Ele mesmo                        | Co-apresentador e intérprete              | ABS-CBN     |
| 2012 | Princess and I         | Dasho Jan Alfonso "Jao" Rinpoche | Papel principal (2012-2013)               | ABS-CBN     |
| 2013 | Maalaala Mo Kaya       | Juan Ponce Enrile                | Episódio: Sapatos                         | ABS-CBN     |
| 2013 | Maalaala Mo Kaya       | Juan Ponce Enrile                | Episode: Diploma                          | ABS-CBN     |
| 2013 | Muling Buksan Ang Puso | Francis Dela Vega                | Papel principal                           | ABS-CBN     |
| 2014 | Mirabella              | Jeremy Palmera                   | Papel principal                           | ABS-CBN     |
| 2014 | Forevermore            | Alexander "Xander" Grande III    | Papel principal                           | ABS-CBN     |
| 2016 | Dolce Amore            | Simon Vicente "Tenten" Ibarra    | Papel principal                           |             |

### Filmes
| Ano  | Título                 | Papel           | Notas                    | Empresa de produção            |
| ---- | ---------------------- | --------------- | ------------------------ | ------------------------------ |
| 2010 | Diego and His Brothers | Anton           | Curta-metragem           | Filme indie                    |
| 2010 | Pitas                  | -               |                          | Filme indie                    |
| 2010 | Till My Heartaches End | Jaco Barredo    |                          | Star Cinema                    |
| 2011 | Way Back Home          | Michael Estacio |                          | Star Cinema                    |
| 2012 | The Reunion            | Boggs Alvarez   |                          | Star Cinema                    |
| 2012 | Amorosa                | Rommel          |                          | Skylight Films                 |
| 2012 | The Strangers          | Max             |                          | Quantum Films, MJM Productions |
| 2013 | Must Be... Love        | Dave            | Camafeu                  | Star Cinema                    |
| 2013 | She's The One          | David Esguerra  |                          | Star Cinema                    |
| 2014 | The Trial              | Martin Bien     |                          | Star Cinema                    |
| 2015 | Just the Way You Are   | Drake Sison     | baseado no livro The Bet | Star Cinema                    |
| 2015 | Everyday I Love You    | Ethan Alfaro    |                          | Star Cinema                    |